# Октябрьский (Вышневолоцкий городской округ)
Октя́брьский — посёлок в Вышневолоцком городском округе Тверской области.

## География
Посёлок находится в 4 км от Красномайского и в 10 км к северо-западу от Вышнего Волочка.

## Население
По данным на 2008 год население НП составило 341 человек.

## История
До 2019 года посёлок в административном плане относился к Солнечному поселению Вышневолоцкого района
Тверской области.